# Llúcia Jonama i Bellsolà
Llúcia Jonama i Bellsolà (La Bisbal d'Empordà, Girona, 18 de març de 1785 - Girona, 10 de setembre de 1858) fou una heroïna de la Guerra de la Independència.
Filla de Josep Jonama, cordoner, un dels primers patriotes que el 5 de juny de 1808 promogueren la resolució de les autoritats gironines de posar la plaça en estat de defensa contra els francesos. El 1807 Jonama casà amb Llatí Fitz-Gerald, irlandès, tinent del regiment Ultonia, que es distingí en el setge de Girona de 1809, com abans, el desembre de 1808, s'havia distingit en el castell de la Trinitat de Roses, del que en fou governador.
Jonama figurà en aquell memorable setge com a comandant de l'esquadra de Sant Narcís de la companyia de Santa Barbara, realitzant actes de valor i abnegació que la feren creditora a honroses distincions. L'heroïna gironina tingué diversos germans, entre ells; Santiago, escriptor i ministre d'Hisenda a les Filipines, mort a La Corunya el 1823, i Manuel, alcalde de la capital de Guatemala i ministre de la Guerra en la mateixa República pels anys de 1850 a 1853.